# 黃昇 (弘治辛酉舉人)
參數所指定的目標頁面不存在，建議更正成存在頁面或直接建立下列一個頁面（建立前請先搜尋是否有合適的存在頁面可以取代）：
- 黄昇

黃昇（15世紀—16世紀），字士超，號與竹，廣東廣州府番禺縣人，明朝政治人物。

## 生平
黃昇是弘治十四年（1501年）辛酉科廣東鄉試舉人，授肥鄉教諭，陞昌化知縣，廉慎誠愨，興辦學校、體恤窮困，曾在六月祈雨，在私第焚香，三次祈禱就下三次雨，而縣內有虎患，他就寫下祭文禱於神靈，不久老虎亦離去，人民甚是思念其功績。

## 引用
1. 1 2  同治《番禺縣志·卷三十九·列傳八》：黃昇，字士超，號與竹，宏治十四年舉人，由肥鄉教官擢昌化知縣，嘗六月祈雨芒履出禱，入則焚香私第，密禱如外，三禱三雨，邑中虎為民害，以文禱於神，虎去。 據《浙江通志》、阮通志補
2. ↑  民國《昌化縣志·卷八·秩官志》：黃昇，號與竹，番禺人，舉鄉試，由肥鄉學擢邑令，廉慎誠愨一介弗取，興學校、恤窮獨，其政悶悶民安之，嘗六月祈雨芒履出禱，入則焚香私第，長跽密禱，三禱三雨，邑中虎為民害，公惻然文禱於神虎去，民甚思之。